# Peter Madsen (brottsling)

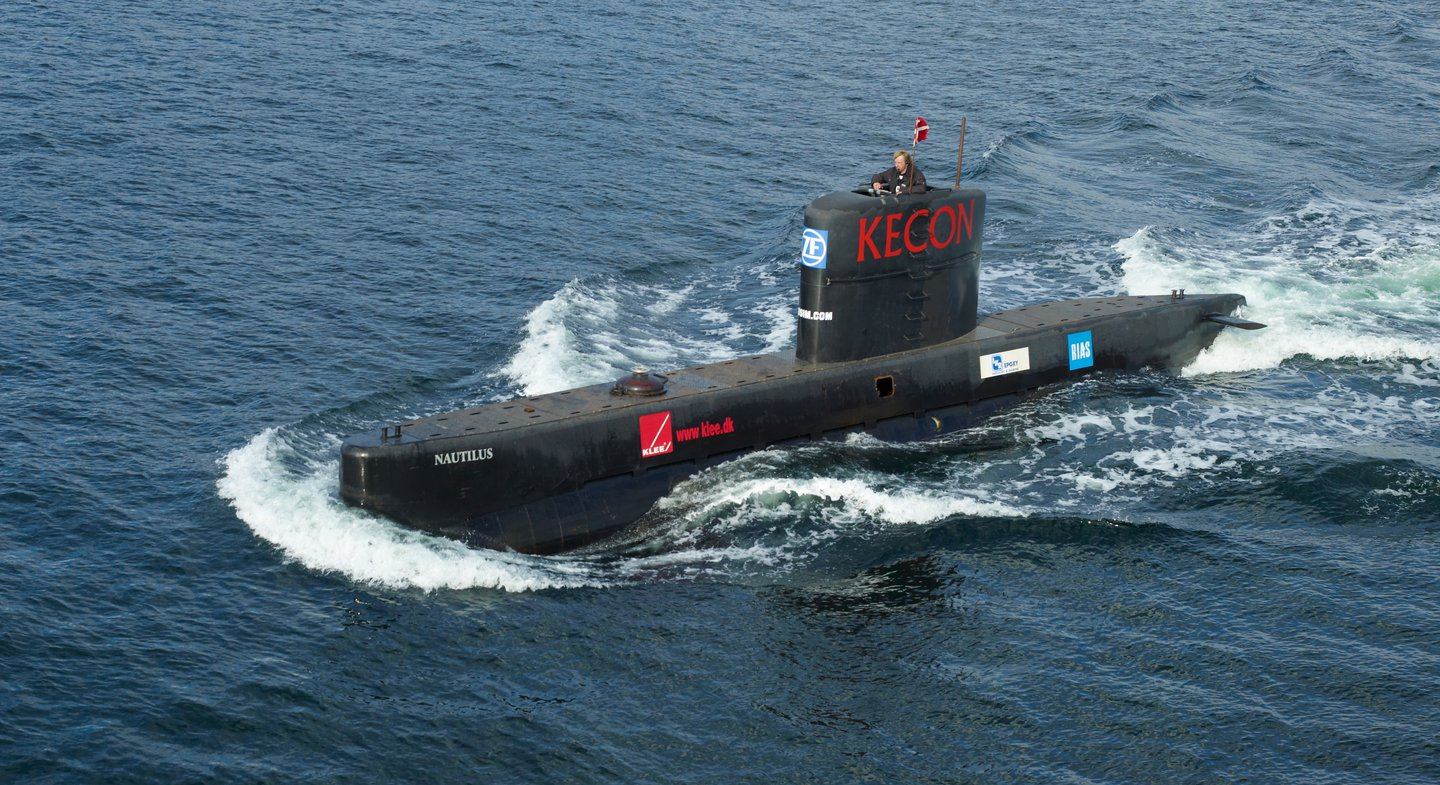
Ubåten UC3 Nautilus 2008.

Peter Langkjær Madsen, ibland kallad Raket-Madsen, född 12 januari 1971 i den lilla orten Sæby i Kalundborgs kommun på västra Själland i Danmark, är en dansk dömd mördare, före detta konstruktör och entreprenör. Han dömdes 2018 till livstids fängelse för mordet på den svenska journalisten Kim Wall. Han gjorde sig dessförinnan ett namn som privat konstruktör och utvecklare av raketmotorer, raketbränsle och ubåtar.

## Som konstruktör
Madsen har varit med och formgett och konstruerat tre fungerande ubåtar, bland annat den 17,8 meter långa och 32,5 ton tunga UC3 Nautilus som sjösattes 2008 och var världens största hembyggda ubåt. Han var med och grundade Aurora Project Group och Copenhagen Suborbitals. Båda dessa projektgruppers fokus är att skapa möjligheter och teknik för bemannade rymdfärder. I juni 2014 lämnade Peter Madsen projektet Copenhagen Suborbitals.
Madsen har mottagit flera priser för sitt arbete. Tillsammans med Kristian von Bengtson fick han Heinrich-prisen 2010, i oktober 2011 nominerades Copenhagen Suborbitals till World Technology Award 2011, 2013 Breitling Milestone award och 2014 Ellehammer Prisen. Alla dessa priser är relaterade till deras arbete med rymdprojektet. I oktober 2014 mottog Peter Madsen priset "Aldrig som de andre".

## Mordet på Kim Wall
Torsdagen den 10 augusti 2017 vid 19-tiden begav sig Peter Madsen och journalisten Kim Wall ut till havs med ubåten UC3 Nautilus från Köpenhamn, där Wall avsåg göra ett reportage om Madsen och ubåten. Vid klockan 02:30 natten till fredagen slog Walls partner larm om att ubåten inte kommit tillbaka som planerat, och en stor sökinsats drog igång. Klockan 11:00 på fredagen påträffades UC3 Nautilus i Kögebukten med Madsen ombord. Kort därpå sjönk ubåten, Madsen räddades men Kim Wall saknades. Madsen uppgav till polisen att han släppt av Wall vid Refshaleøen nära restaurangen Halvandet vid 22:30-tiden på torsdagskvällen. Polisen misstänkte att Madsen hade med Walls försvinnande att göra och grep honom misstänkt för mord alternativt dråp. Madsen häktades senare för vållande till annans död. Natten till söndagen den 13 augusti bärgades UC3 Nautilus.
Den 21 augusti uppgav Peter Madsen att Kim Wall var död. Han uppgav att det skett en olycka ombord på ubåten som ledde till hennes död och att han hade begravt hennes kropp till sjöss. Måndagen den 21 augusti fann den danska polisen delar av en kvinnokropp i området Vestamager utanför Köpenhamn, som onsdagen den 23 augusti bekräftades vara Kim Wall. Den 30 oktober erkände Peter Madsen att han styckat Kim Walls kropp och kastat delarna i Kögebukten.

### Rättslig process
Den 16 januari 2018 åtalades Madsen för mord, likskändning, brott mot griftefriden och andra sexuella handlingar än samlag på Kim Wall. Han åtalades även för två fall av brott mot sjösäkerhetslagen. Den 25 april 2018 dömdes han i tingsrätten till livstids fängelse för bland annat mord. Domen överklagades i maj 2018, dock endast med avseende på straffets längd och inte själva skuldfrågan. Förhandlingen hölls i september 2018 i Østre Landsret, som den 26 september 2018 fastställde den tidigare livstidsdomen. Rätten beslutade även att ubåten skulle destrueras, vilket var genomfört i december 2018.

## Flyktförsök
Den 20 oktober 2020 lyckades Madsen rymma från anstalten Herstedvester i Albertslund utanför Köpenhamn, en anstalt med specialisering mot psykiatrisk, psykologisk och sexologisk behandling och utredning. Han hotade en fängelseanställd och krävde att dörrarna skulle öppnas, vilket skedde. Han blev dock frihetsberövad igen omkring 500 meter från fängelset. Vid gripandet hade han ett pistolliknande föremål och var iförd en bombvästattrapp.